# Tatzelwurm (Fabeltier)

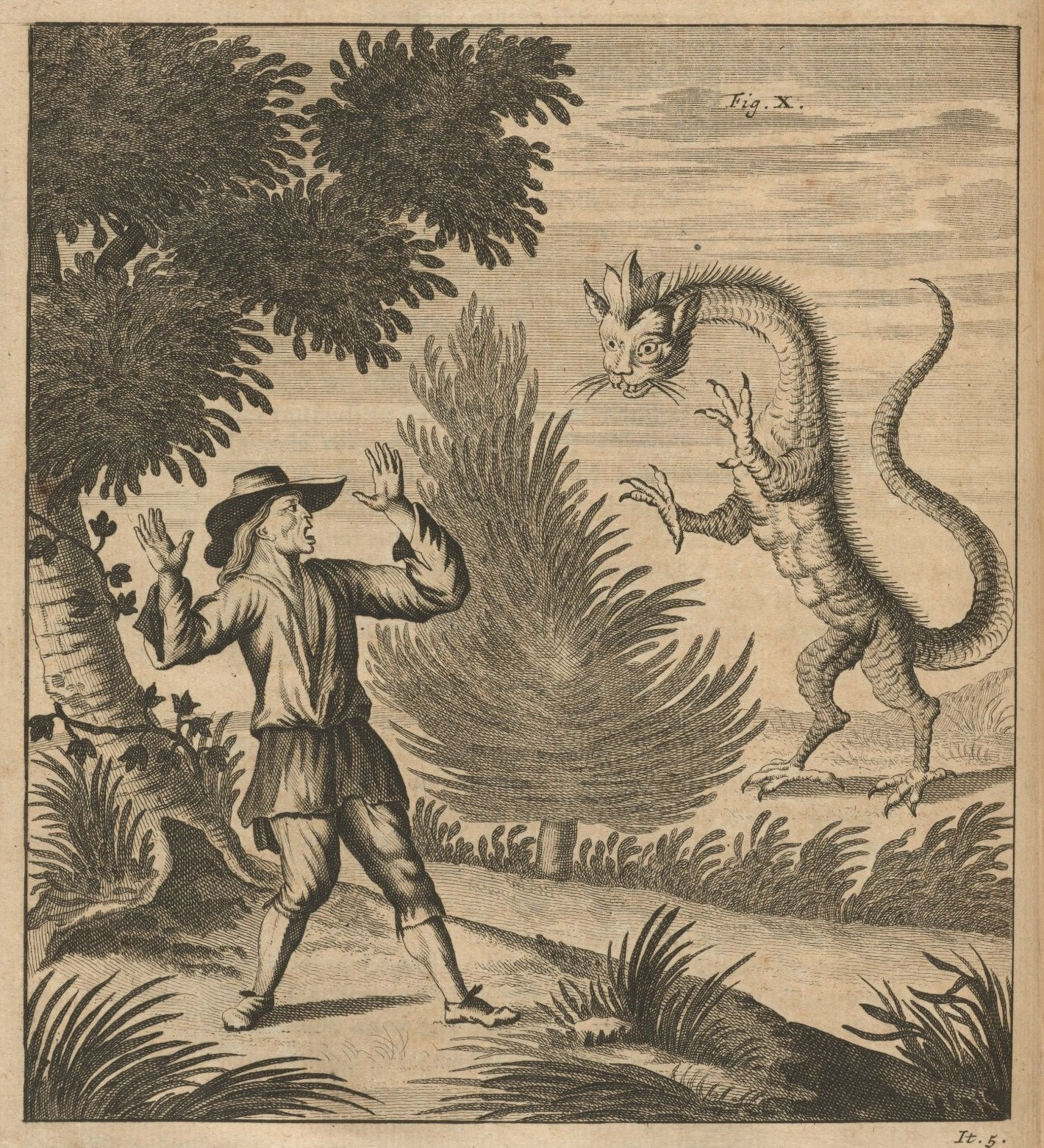
Andreas Roduner, Landschreiber der Herrschaft Hohensax, erblickt einen Berg-Drachen mit katzenartigem Kopf (Johann Jakob Scheuchzer, 1723).

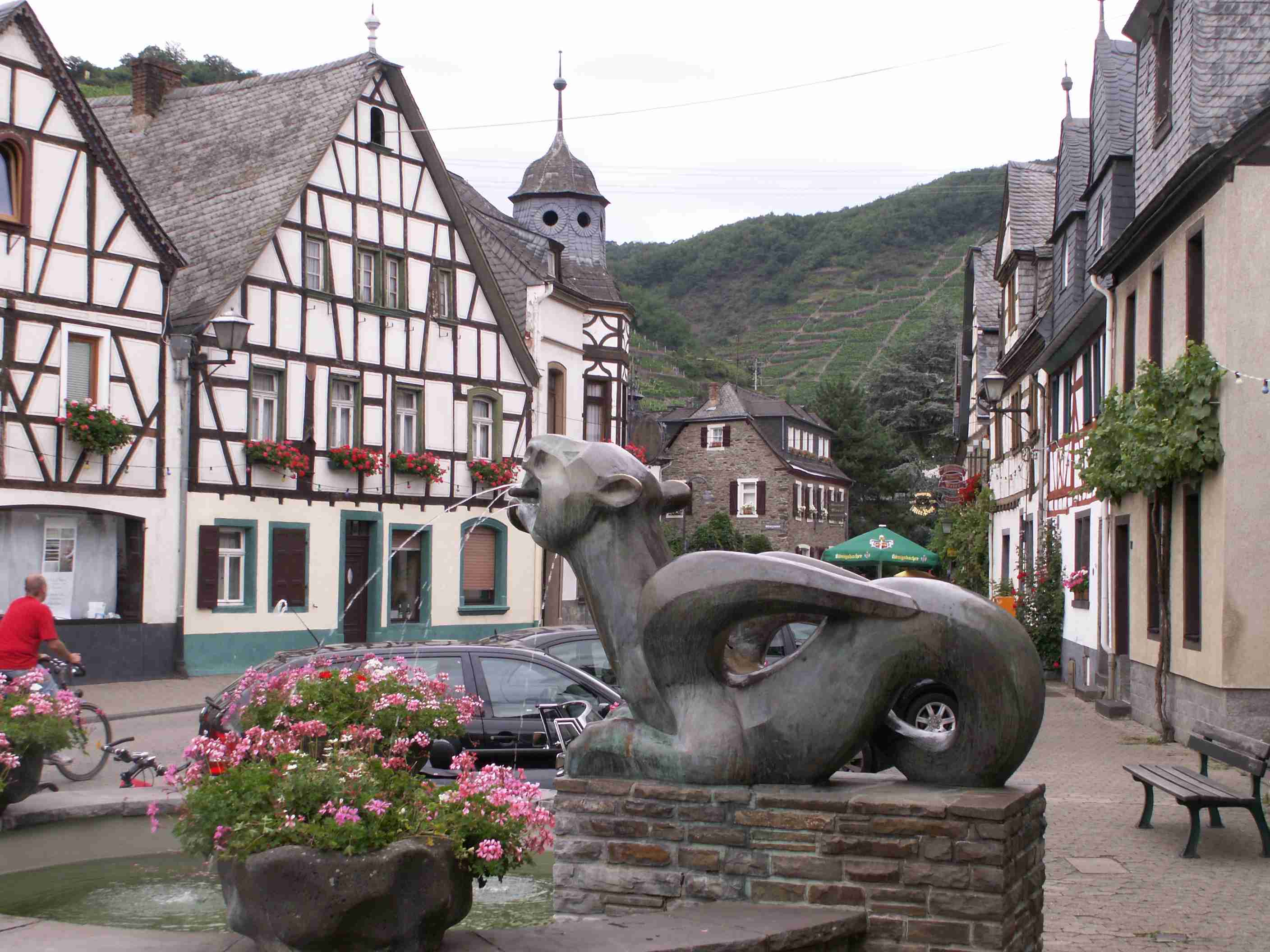
Tatzelwurmbrunnen in Kobern-Gondorf an der Untermosel (2008)

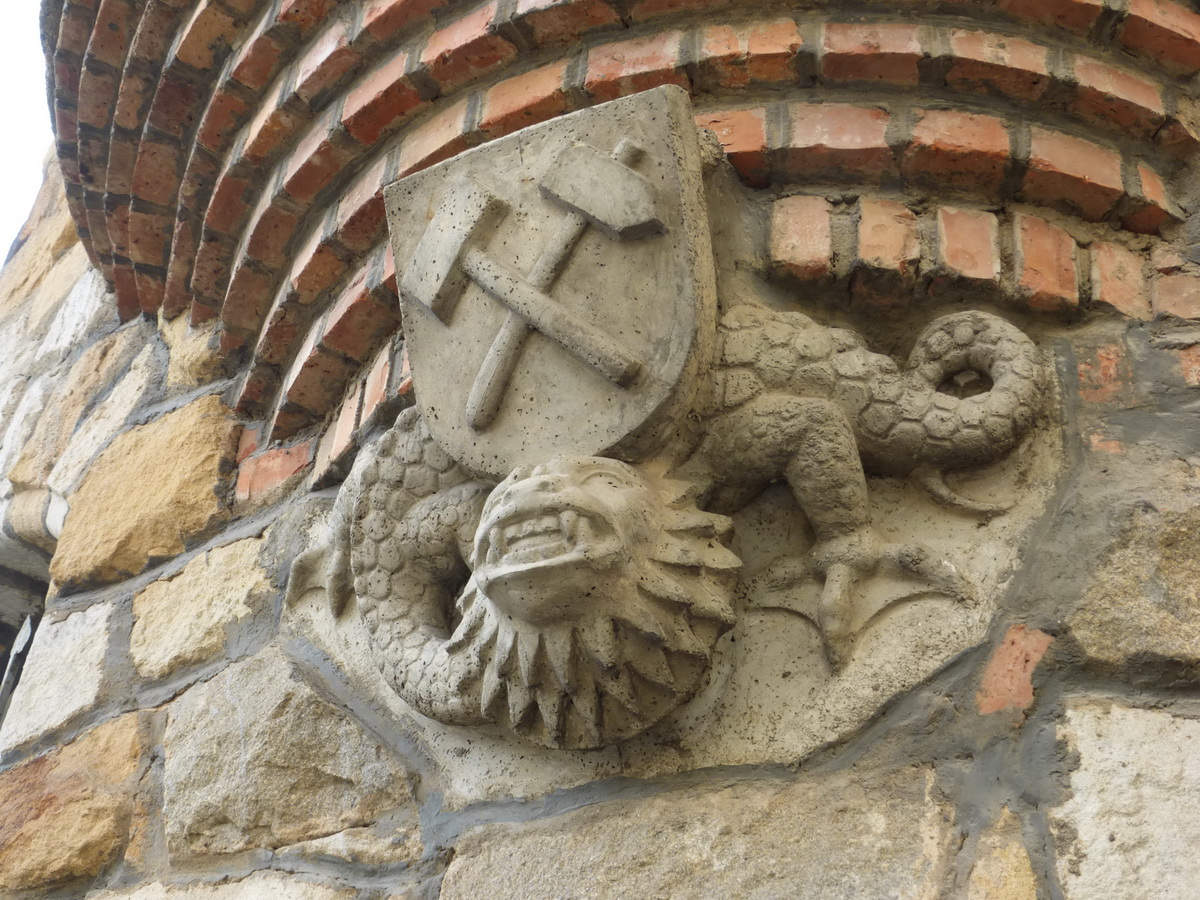
Tatzelwurm am ehemaligen Verwaltungsgebäude der Bayerischen Braunkohlen-Industrie AG in Wackersdorf

Der Tatzelwurm oder Tatzlwurm ist ein alpenländisches Fabeltier, auch bekannt als Dazzelwurm, Praatzelwurm, Springwurm, Steinkatze, Stollenwurm, Beißwurm oder Bergstutzen, in der Gegend der französischen Alpen als Arassas. Er gilt als kleiner Verwandter von Drache und Lindwurm und soll vor allem im Alpenraum und im Alpenvorland vorkommen.
Der Name setzt sich zusammen aus Tatze, was je nach Zusammenhang Bein, Pfote oder Klaue bedeuten kann, und Wurm, was darauf hindeutet, dass es sich beim Tatzelwurm um einen „Halbdrachen“ mit einem schlangenartigen Unterleib und zwei prankenbesetzten Vorderbeinen handelt.

## Beschreibung
Weitgehend ähnlichen Berichten und Mythen zufolge werden die Wesen zwischen 50 und 200 Zentimeter lang und haben einen reptilienartigen Körper und einen Kopf, der an eine Raubkatze erinnert. Sie leben in Stollen und Höhlen, die sie selbst in den Felsen graben. Obwohl im Allgemeinen als relativ scheu beschrieben, gelten Tatzelwürmer auch als gefährlich und aggressiv und sollen Menschen und Tiere angefallen haben.

### Lokale Sagen
Es heißt, wenn ein Tatzelwurm durch Sand krieche, werde der Sand zu Glas, was darauf schließen lässt, dass dem Fabeltier eine starke Hitzeentwicklung nachgesagt wird. Angeblich vermehren sich Tatzelwürmer nicht auf einem biologischen Weg, sondern entstehen ähnlich wie ein Basilisk: Ein Hahn legt ein schwarzes Ei in einen See, wo es von der Sonnenwärme ausgebrütet wird. Aus dem Ei schlüpft ein Tatzelwurm, der möglicherweise zu einem Lindwurm heranwächst.
Im Salzburgerland trägt der Tatzelwurm auch den Namen „Bergstutz“. Letzterer soll Giftzähne besitzen, bei deren Biss man auf der Stelle stirbt. Berichte über diese drachenartigen Fabelwesen liegen selbst noch im 20. Jahrhundert vor. Der österreichische Hofrat von Drasenovich erzählt, dass er selber eine Begegnung mit einem Tatzelwurm hatte. Ein etwa 50 Zentimeter langer Tatzelwurm soll ihn attackiert haben, und er konnte diesen nur mit einem Jagdmesser abwehren. Der verwundete Tatzelwurm soll dann in einer Erdspalte verschwunden sein.
Berühmt ist die Schweizer Sage von einem Tatzelwurm, der auf dem Berg Pilatus sein Unwesen trieb. Er fiel über Höfe her, verbrannte die Ställe und tötete das Vieh. Niemand wagte es, gegen diese gefährliche Kreatur zu kämpfen. Schließlich erklärte sich der verurteilte Mörder Heinrich von Winkelried (nicht identisch mit Arnold Winkelried) bereit, den Tatzelwurm zu töten, zur Belohnung sollte er seine Freiheit zurückbekommen. Winkelried nahm sein Schwert und spitzte die Äste eines dünnen Baumstamms. Dann näherte er sich der Höhle, in der das Biest wohnte. Der Tatzelwurm hatte den Mann bereits erspäht und griff ihn sofort an. Winkelried stieß der Kreatur den Dornenstamm ins offen klaffende Maul. Der Tatzelwurm krümmte sich vor Schmerz und wurde deshalb unvorsichtig. Winkelried nutzte die Gelegenheit und rammte sein Schwert in den Leib des Untiers, es schloss die Augen und fiel tot zur Erde nieder. Als der Held sein blutverschmiertes Schwert zum Sieg in die Höhe reckte, rann ein Tropfen des giftigen Blutes auf seine Hand. Ohne noch ein Wort hervorbringen zu können, brach der heldenhafte Kämpfer tot zusammen.

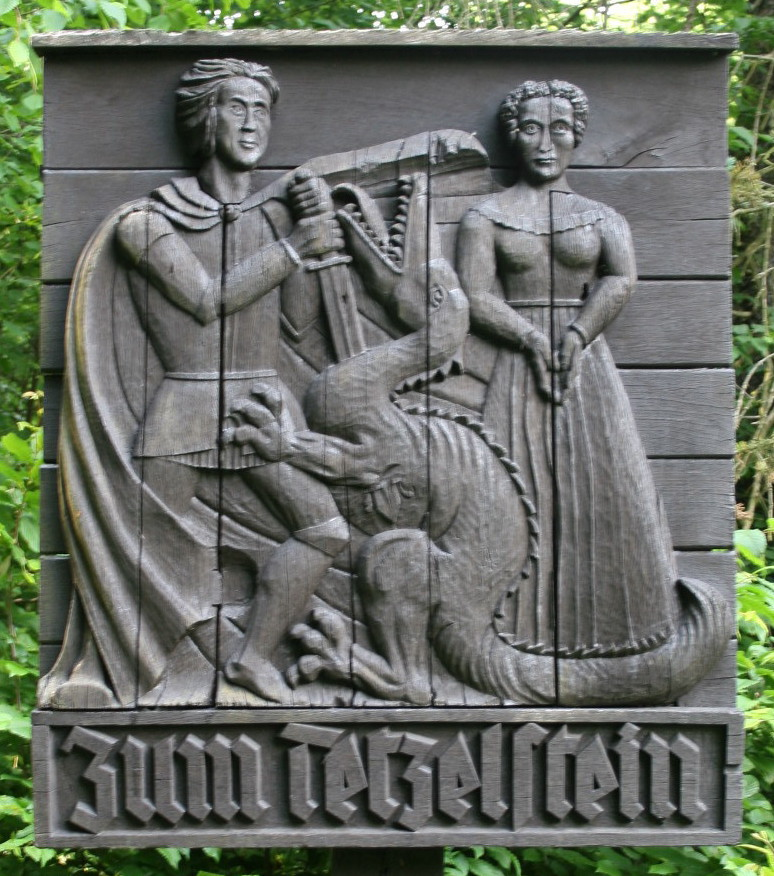
Darstellung des Kampfes zwischen dem „Ritter des Lichts“ und dem Tatzelwurm (auch Lindwurm genannt) am Tetzelstein im Elm von Steinmetz Theo Schmidt-Reindahl.

Im Naturpark Elm-Lappwald in Niedersachsen findet sich an der Liegenschaft Tetzelstein ebenfalls eine lokale Sagengeschichte, nach der der „Ritter des Lichts“ gegen die Dunkelheit gekämpft und obsiegt hat. Die Szene wurde vom Steinmetz Theo Schmidt-Reindahl auf einer Serie von Holztafeln verewigt.
Die Tatzelwurmsage ist in Südtirol und im Berner Oberland sehr populär, so etwa in Eppan im Überetsch. Im Bozner Stadtteil Gries fanden in den Jahren 1972–1974 drei „Internationale Tatzelwurm-Volksmärsche“ statt.
Im Museum Haus der Natur Salzburg war lange Zeit ein Platz für einen Tatzelwurm reserviert. Es fand sich jedoch keiner.
Nahe beim oberbayerischen Oberaudorf soll das menschenfressende Untier in der Gumpe (Strudeltopf) des Tatzelwurmwasserfalls hausen, der Dichter Joseph Victor von Scheffel widmete diesem sagenhaften Drachen ein Gedicht.

### Moderne Sichtungen
Auch in modernen Zeiten wurde der Tatzelwurm immer wieder gesichtet. Bisher gibt es etwa 80 Augenzeugenberichte. Im Jahre 1950 sahen ihn verschiedene Leute im Jura, 1948 und 1968 in den französischen Alpen, Anfang der 1980er Jahre in Südtirol und 1984 bei Aosta.
1935 soll in der Aareschlucht im östlichen Berner Oberland ein Tatzelwurm fotografiert worden sein, wie eine mehrseitige Reportage in der Berliner Illustrirte Zeitung behauptete. Von der Zeitung wurde auch eine Belohnung für ein gefangenes Exemplar ausgesetzt. Noch heute ist der Tatzelwurm das Maskottchen der Aareschlucht.
Im Sommer 1963 wurde ein Tatzelwurm mehrfach in der Nähe von Udine in Oberitalien gesehen. Dabei wurde er als eine etwa 4 m lange Schlange mit einem Kopf der Größe eines Kinderkopfes und einem telegrafenstangengroßen Körper beschrieben. Bevor der Tatzelwurm erschien, soll ein hoher Pfiff ertönt sein.

## Erklärungsversuche
Als in den 1930er Jahren Sichtungen berichtet wurden, verglichen interessierte Zoologen und Kryptozoologen diese Beschreibungen mit der tatsächlich existierenden Gila-Krustenechse (Heloderma suspectum) aus Nordamerika, die ebenfalls bis etwa 50 cm lang werden kann. Einige vermuteten aufgrund weiterer Ähnlichkeiten eine Verwandtschaft zwischen den Tieren und klassifizierten den Tatzelwurm gar als Heloderma europaeum. Andere Zoologen widersprachen bereits in dieser Zeit diesem Deutungsversuch: Es könne sich um Verwechslungen mit einer anderen Reptilienart (etwa auch einer invasiven Spezies) oder gar mit Fischottern handeln, wenn diese beim Revierwechsel weitab von Gewässern in einem Gebiet gesichtet werden, wo sie den Einheimischen sonst unbekannt sind. Auch eine bewusste Irreführung könne in einigen Fällen vorliegen.

## Literarische Verwendung
- Der Dichter Joseph Victor von Scheffel (1826–1886) widmete dem sagenhaften Drachen im Wasserfall und dem Gasthaus, in welchem er wohl eingekehrt war, ein Gedicht.[3]
- Die Mittelalter-Folk-Rock-Band Schandmaul hat auf ihrem Album Knüppel aus dem Sack ein Lied über den Tatzelwurm.
- Das Zepter des Zatzelwurms für die  Comicreihe Lustiges Taschenbuch Young Comics, 2023.
- In dem 2025 erscheinenden Indie-Videospiel Aethermancer des deutschen Entwicklers Moi Rai Games als spielbares Monster.

## Übertragene Bedeutungen

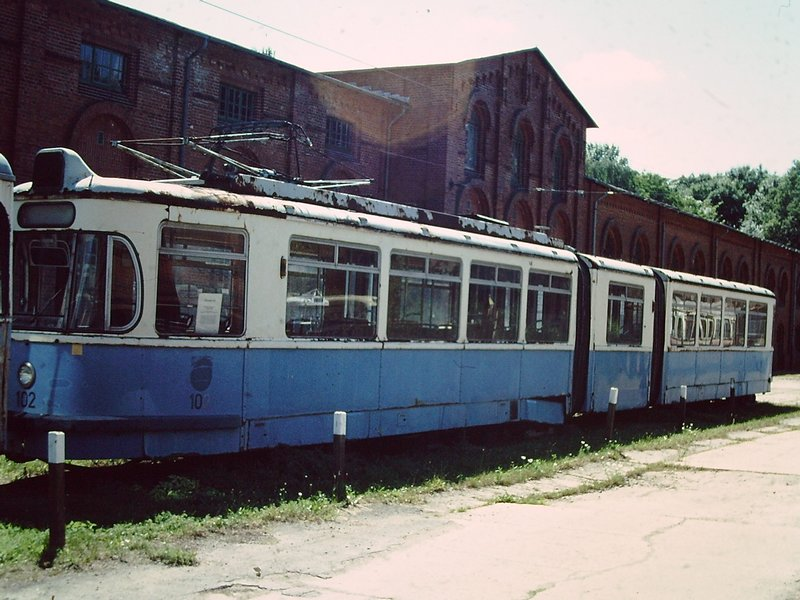
Münchner Straßenbahn Typ P1, genannt Tatzelwurm

Häufig werden längliche Bauwerke oder Fahrzeuge Tatzelwurm genannt. Von Münchnern wird die Hochbrücke Freimann, ein Abschnitt der A9 im Norden Münchens, auch als Tatzelwurm bezeichnet, ebenso wie die Holzbrücke bei Essing. Unter leicht abgewandeltem Namen Tazzelwurm eröffnete Kölns erstes Varieté-Theater nach dem Zweiten Weltkrieg.